# Casa de las Golondrinas
La Casa de las Golondrinas es un edificio situado en la Gran Vía Marqués del Turia número 36 de la ciudad de Valencia (España). Es obra del arquitecto valenciano Vicente Sancho Fuster.

## Edificio
El edificio es un proyecto del arquitecto Vicente Sancho Fuster realizado en 1909. Su estilo arquitectónico es el modernismo valenciano. Fue construida a instancias de Matilde Pons para su vivienda particular.
Consta de planta baja, cuatro alturas y ático. En su fachada destaca la cuidada decoración con numerosas golondrinas tanto en la fachada como en la parte inferior de los balcones, de ahí el sobrenombre popular del edificio. En esta ornamentación cobra toda la importancia el esmerado trabajo de los artesanos escayolistas en el edificio.
En la primera altura destaca un mirador partido con rica decoración en la parte superior. El edificio está coronado por cuatro columnas, dos a ambos lados y se aprecia en la parte central del ático, una galería acristalada de reciente ejecución, pero que respeta el conjunto original.